# Glietz

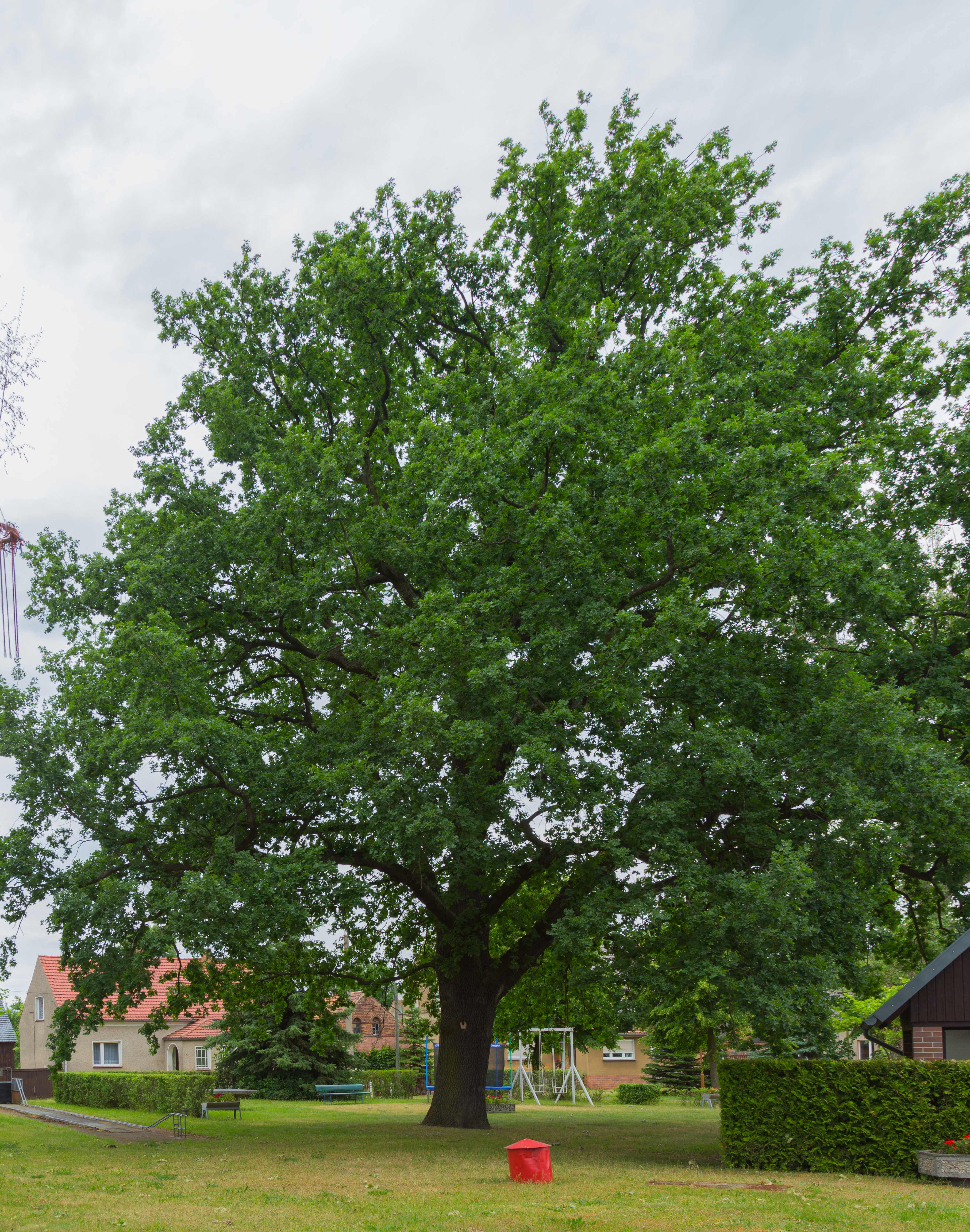
Eiche auf dem Dorfanger

Glietz (niedersorbisch Zglic) ist ein Ortsteil der Gemeinde Märkische Heide im Landkreis Dahme-Spreewald in Brandenburg.

## Geographie
Glietz liegt rund 15 km Luftlinie nordöstlich von Lübben (Spreewald) und rund 16 km Luftlinie südwestlich von Friedland. Die Gemarkung von Glietz grenzt im Norden an Leibchel (Ortsteil der Gemeinde Märkische Heide), im Osten an die Gemarkungen von Guhlen und Siegadel (Gemeindeteile von Goyatz, einem Ortsteil der Gemeinde Schwielochsee), im Süden an die Gemarkung von Klein Leine und im Westen an die Gemarkung Groß Leine (letztere Orte sind Ortsteile der Gemeinde Märkische Heide). Glietz ist durch zwei kleine von der B 87 nach Osten bzw. Südosten abgehende Straßen zu erreichen. In Groß Leine führt die Glietzer Straße nach Glietz und nach Südosten führt eine weitere Straße zur B 320. Die B 87 verläuft nordwestlich der Gemarkung, die B 320 verläuft durch den Südteil der Gemarkung.
Der Ost- und Südteil der Gemarkung ist größtenteils bewaldet oder von den sumpfigen Niederungen des Ressener Mühlenfließes eingenommen. Das Ressener Mühlenfließ bildet über einige hundert Meter die Grenze zu den Gemarkungen von Guhlen und Siegadel. Höchste Punkte der Gemeinde sind zwei sehr flache namenlose Hügel im äußersten Norden und im Süden der Gemarkung (unmittelbar nördlich der B 320). Tiefster Punkte ist das Ressener Mühlenfließ bei Verlassen der Gemarkung bei etwa 44 m.

## Geschichte
Sglietz wurde 1517 urkundlich erstmals als Glietz genannt (dagegen Ernst Eichler: 1475 als Sglitczk). 1527 ist die Schreibweise Sgchlicz und 1538 Sglicz. Nach Rudolf Lehmann war das Dorf ursprünglich ein Sackgassendorf. Eichler leitet den Namen von einer aso. Grundform *zglo = Hemd, Leinwandhemd ab. Der Name wäre demnach als Spottname zu interpretieren.
| Bevölkerungsentwicklung von 1818 bis 2002 | Bevölkerungsentwicklung von 1818 bis 2002 | Bevölkerungsentwicklung von 1818 bis 2002 | Bevölkerungsentwicklung von 1818 bis 2002 | Bevölkerungsentwicklung von 1818 bis 2002 | Bevölkerungsentwicklung von 1818 bis 2002 | Bevölkerungsentwicklung von 1818 bis 2002 | Bevölkerungsentwicklung von 1818 bis 2002 | Bevölkerungsentwicklung von 1818 bis 2002 | Bevölkerungsentwicklung von 1818 bis 2002 | Bevölkerungsentwicklung von 1818 bis 2002 | Bevölkerungsentwicklung von 1818 bis 2002 | Bevölkerungsentwicklung von 1818 bis 2002 | Bevölkerungsentwicklung von 1818 bis 2002 | Bevölkerungsentwicklung von 1818 bis 2002 |
| ----------------------------------------- | ----------------------------------------- | ----------------------------------------- | ----------------------------------------- | ----------------------------------------- | ----------------------------------------- | ----------------------------------------- | ----------------------------------------- | ----------------------------------------- | ----------------------------------------- | ----------------------------------------- | ----------------------------------------- | ----------------------------------------- | ----------------------------------------- | ----------------------------------------- |
| Jahr                                      | 1818                                      | 1846                                      | 1871                                      | 1890                                      | 1910                                      | 1925                                      | 1939                                      | 1946                                      | 1950                                      | 1964                                      | 1971                                      | 1981                                      | 1991                                      | 2002                                      |
| Einwohner                                 | 161                                       | 180                                       | 191                                       | 191                                       | 176                                       | 177                                       | 164                                       | 254                                       | 206                                       | 159                                       | 145                                       | 113                                       | 112                                       | 81                                        |

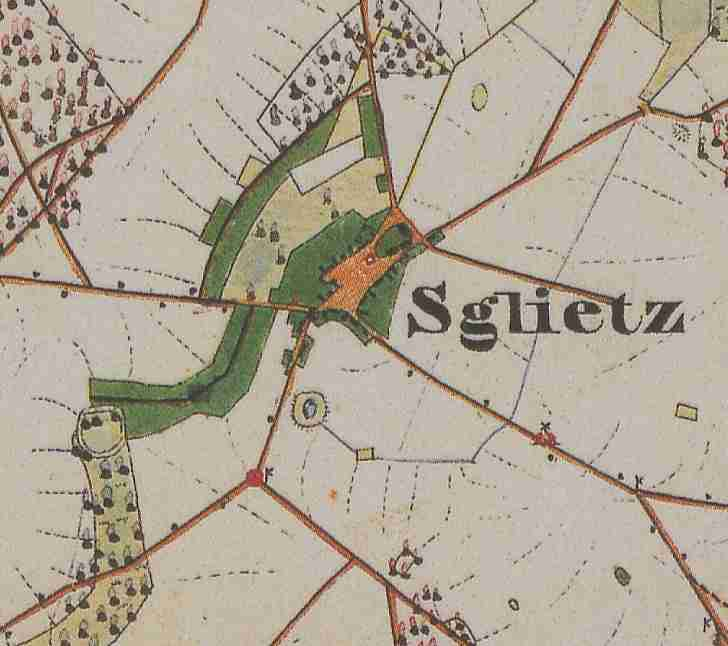
Glietz (damals noch Sglietz) auf dem Urmesstischblatt 3950 Groß Leuthen von 1846

1708 lebten sechs Bauern, zwei Kossäten und sechs Büdner im Dorf. 1718 hatte das Dorf 800 Gulden Schatzung. 1723 werden die sechs Bauern als Spannbauern bezeichnet, das heißt, sie konnten allein mit einem Gespann ihre Felder bewirtschaften. Neben den zwei Kossäten werden nun vier Büdner und drei Häusler genannt. 1750 baten die Gespannbauern die Oberamtsregierung in Lübben, ihren Orts- und Gerichtsherren Christian Ludwig von Oppen anzuweisen, dass sie nicht durch Verpachtung ihrer Hofdienste an andere beschwert werden. 1755 hatte das Dorf 130 „Konsumenten“, 57 männliche und 73 weibliche. Die durchschnittliche Ernte in Dresdner Scheffeln wird mit 390 Scheffel Korn, 123 Scheffel Gerste, 48 Scheffel Hafer, 21 Scheffel Erbsen, 54 Scheffel Heidekorn (= Buchweizen), 7 Scheffel Hopfen und 8 Scheffel Lein angegeben. 1795 werden sechs Freibüdner erwähnt, die in Sglietz angesiedelt worden waren. 1809 wird die Bevölkerungsstruktur mit sechs Ganzbauern, zwei Ganzkossäten, vier Halbkossäten und sechs Häuslern oder Büdnern angegeben. 1818 gab es 24 Feuerstellen im Ort und 161 Einwohner. 1828 erwähnt Schumann eine Windmühle, eine Schenke, und eine Schmiede. 1840 war die Zahl der Häuser auf 25 gestiegen, die Einwohnerzahl auf 177. Im Urmesstischblatt von 1846 (Blatt 3950 Groß Leuthen) ist östlich des Ortskerns am Weg Richtung Siegadel die Windmühle verzeichnet. Sie ist bereits in der Topographischen Karte 1:25.000 von 1903 wieder verschwunden. Nach Heinrich Berghaus hatte die Gemarkung reinen Sandboden und war wenig ertragreich. Das Rittergut hatte 1853 eine Fläche von 1887 Morgen. Bis 1864 war die Zahl der Wohnhäuser deutlich auf 30 gestiegen, die Einwohnerzahl auf 200; auch die Windmühle wird (noch) erwähnt.
Der Name wurde am 11. November 1937 in Glietz geändert.
Nach dem Zweiten Weltkrieg wurde das Gut enteignet und stattdessen eine Neubauernstelle geschaffen. 1955 wurde die LPG Typ III „7. Oktober“ in Glietz gegründet.

### Besitzgeschichte
Glietz war im Mittelalter Zubehör zum Rittergut Leibchel. Dazu gehörten auch noch Anteile an Mittweide und Schuhlen. Zum Zeitpunkt der Erstnennung von Glietz war der Besitz schon sehr zersplittert und ist nicht mehr im Detail zu rekonstruieren. 1527 wurde Valten von Streumen mit dem Teil von Leibchel, Schuhlen und Glietz belehnt, „soviel etwan Heinrich Lugkwan im Dorf Leupchel, im Dorf Sgchlicz und Scolin, zu Leupchel die Behausung und Gerichte und sonst da und in obbemelten Dörfern die pauern mit Zinsen, allen Gnaden und Rechten, obersten und niedersten Gerichten, Weinbergen, geistlichen und weltlichen Lehen, sonderlich aber 4 Bauern zu Dubrau, den Altaristen zu Leipchel gehörig.“ Weiter wurde Valten von Streumen mit einem Lehnstück in Mittweide und Schuhlen belehnt „soviel Georg Lugkwen seligen darinne gehabt, und den dritten Teil der Ober- und Niedergerichte in beiden Dörfern“. Weiter heißt es im Lehnbrief, dass er den dritten Teil des Zolls von Rentsch Luckwen gekauft hatte, nämlich (den Zoll), „der zwischen Leibchel und Mittweide von den bosen themen (Dämmen) gegeben wird, …“. Nach diesem Lehnbrief scheint es so, dass zumindest Schuhlen und Mittweide einmal in drei Teile geteilt waren. Die Verwandtschaftsverhältnisse der genannten Georg, Heinrich und Rentsch (Reinhold oder Lorenz) von Luckowin sind nicht bekannt. Wie groß das Lehnstück in Glietz war, ergibt sich aus dem Lehnbrief nicht. Der genannte Heinrich von Luckowin ist vermutlich mit dem Heinrich von Luckowin identisch, der 1505 zusammen mit zwei weiteren Adeligen zwei Diener des Landvogt Heinrich von Plauen in der Forstschen Heide überfallen hatte, und auch an weiteren Gewalttätigkeiten beteiligt war.
Die von Luckowin waren ein altes markbrandenburgisches Adelsgeschlecht, das seinen Besitzschwerpunkt im Land Lebus, in den Herrschaften Beeskow und Storkow und in der nördlichen Niederlausitz um Leibchel herum hatte. Der Besitz war, wie der obige Lehnbrief zeigt, bereits unter viele Mitglieder der Familie aufgeteilt. Der Verkaufszeitpunkt muss schon einige Jahre zurück gelegen sein, denn bei obigem Lehnbrief handelte es sich nicht um eine Erstbelehnung, sondern um eine Wiederbelehnung bzw. Lehnsbestätigung nach dem Tod des böhmisch-ungarischen Königs Ludwig II. in der Schlacht bei Mohács 1526. Es ist anzunehmen, dass der Besitz der von Luckowin daher bereits mindestens in die zweite Hälfte des 15. Jahrhunderts zurück reicht. Der Lehnbrief lässt auch schließen, dass Glietz und Teile (?) von Mittweide und Schuhlen ursprünglich Zubehör eines Rittergutes mit Sitz in Leibchel waren.
Einen anderen Teil von Leibchel, Glietz und Schuhlen hatte Georg von Luckowin an Arnt von Röbel verkauft. Arnt von Röbel erhielt 1527 einen Lehnbrief über ein Lehnstück „soviel wie Georg Lugkwan zu Leupchel, Glicz und Scolin am Sitz, Vorwerk, an Bauern, Zinsen, Renten, obersten und niedersten Gerichten besessen.“ In die gesamte Hand aufgenommen waren seine Vettern Hans, Valten und Joachim Röbel zu Buch, die Brüder Joachim, Peter, Wulf und Georg Röbel in Hohenschönhausen und Antonius von Röbel in Eggersdorf. Auch hier handelte es sich um eine Wiederbelehnung, keine Erstbelehnung. Zur Musterung der Ritterpferde und Fußsoldaten der niederlausitzischen Stände 1520 in Guben war dagegen noch Georg von Luckowin mit einem Pferd und einem Fußknecht erschienen, das heißt, der Verkauf hat nach 1520 stattgefunden.

### Glietz kommt an die Familie von Röbel
Valentin von Streumen auf Trebatsch verkaufte seinen Anteil mit Ausnahme von Getreidezinsen in Schuhlen 1541 weiter an Balthasar von Beerfelde. Mitbelehnt waren sein Vater Heinrich von Beerfelde auf Lossa und seine Brüder Friedrich und Georg. Balthasar von Beerfelde war mit Catharina von Röbel verheiratet, einer Tochter des Arnt von Röbel. Diese erhielt 1542 ein Leibgedinge von 1600 Gulden an Verschreibungen und 800 Gulden als Hypothek aus den niederlausitzischen Besitzungen ihres Mannes. Doch bereits 1546 verkaufte Balthasar von Beerfelde seinen Anteil an Leibchel und Glietz an seinen Schwager Joachim von Röbel, der die Güter seines Vaters 1538 geerbt hatte. Nach dessen Tod folgte ihm 1578 sein Sohn Arnt (d. J.) nach; mitbelehnt waren sein Bruder Heinrich zum Rosengart (Rosengarten bei Frankfurt (Oder)) und einige Vettern. Arnt von Röbel starb früh und ihm folgten 1586 seine Söhne Hans Joachim und der zu diesem Zeitpunkt noch minderjährige Zacharias von Röbel nach. Der Lehnbrief enthält nun nur noch die Lehnstücke in Leibchel und Glietz. Arnt (d. J.) von Röbel hatte 1584 ein Darlehen von 1400 Gulden bei Albrecht Schenk von Landsberg auf Groß Leuthen aufgenommen und als Sicherheit für die jährlich in Höhe von 84 Talern anfallenden Zinsen Leibchel und Glietz verpfändet. Im gleichen Jahr belastete er die beiden Güter noch mit einem weiteren Darlehen in Höhe von 200 Gulden, das er von Hans von Bennewitz auf Groß Beuchow erhalten hatte. Kurz vor 1590 starb Arnt von Röbel. Das Gut war stark verschuldet und deshalb bat seine Witwe Barbara von Bredow als Vormund ihrer unmündigen Söhne den Niederlausitzer Landvogt um die Genehmigung zum Verkauf von Leibchel und Glietz an ihren Schwager und Bruder des Arnt, Heinrich von Röbel auf Rosengarten und Lichtenberg. Leibchel und Glietz gingen nun für 7200 Gulden an Heinrich von Röbel; es war derselbe Preis, um den Arnt von Röbel die beiden Dörfer in der brüderlichen Teilung von 1578 übernommen hatte. In einem späteren Lehnbrief für Heinrich von Röbel aus dem Jahr 1615 tauchen nun auch wieder Getreidezinsen in Schuhlen auf. Ob es dieselben sind, die seinerzeit Valten von Streumen sich vorbehalten hatte, ist nicht belegt, jedoch anzunehmen. Heinrich von Röbel hatte nun nicht nur die Kaufsumme aufzubringen, sondern musste auch noch 8000 Taler Schulden seines Bruders übernehmen. Er verkaufte das Gut Hohenwalde (bei Frankfurt (Oder)) an seinen Vetter Ehrenreich von Röbel. Bei Leibchel ließ er 1592 eine Windmühle bauen, was der Genehmigung des Landvogtes bedurfte. 1593 musste er wegen einer noch von seinem Bruder herrührend Bürgschaft ein Darlehen von 1500 Talern bei Christoph von Maltitz auf Tauche aufnehmen und dafür Leibchel und Glietz verpfänden. 1597 musste er schließlich Leibchel und Glietz an Hans von Klitzing von Nieder Neuendorf (Stadt Hennigsdorf) und Pinnow (Stadt Hohen Neuendorf im Landkreis Oberhavel) verkaufen, freilich auf Wiederkauf, der schließlich auch gelang. 1606 ist Hans von Klitzing noch auf Leibchel belegt.
Hans von Klitzing erwarb 1619 Göllnitz (Ortsteil der Gemeinde Sallgast). Heinrich hatte vier Söhne Wolf Dietrich, Joachim Ehrenreich und Christoph. Leibchel und Glietz hatte er zunächst seinem Sohn Christoph überlassen, Joachim verwaltete seine Güter in Rosengarten und Lichtenberg. Christoph starb aber noch vor 1613, sodass der Vater nun seinem Sohn Joachim Leibchel und Glietz zunächst verpachtete, 1613 schließlich um die vergleichsweise geringe Summe von 9100 Talern verkaufte. Joachim von Röbel hatte während seiner Pächterzeit wegen Wetter- und Brandschäden schon große Aufwendungen zum Wiederaufbau leisten müssen; dies wurde im geringen Kaufpreis berücksichtigt. „Laut besonderem Inventar“ war im Kauf enthalten, alles vorhandene Saatgut, und Braugerät und Braupfanne, ein deutlicher Hinweis auf die mit dem Gut verbundene Braugerechtigkeit. Die Hauptsumme von 8000 Talern war in fünf Raten zu tilgen. Die restlichen 1100 Taler sollten zu Lebenszeiten auf dem Gut stehen bleiben und erst nach seinem Tode zu je einem Drittel an die drei noch lebenden Söhne des Heinrich verteilt werden. Von den jährlichen Zinsen in Höhe von 66 Taler sollte Joachim zwei seiner Schwestern versorgen, solange sie bei ihm wohnten. Heinrich von Röbel starb 1619. Joachim von Röbel erhielt 1623 den Lehnbrief über Leibchel und Glietz sowie über die Getreidezinsen in Schuhlen und einen Bauern in Dubrau, der dem Altaristen in Leibchel zinste. Mitbelehnt war sein Vetter Ehrenreich von Röbel auf Hohenwalde. Joachim von Röbel starb 1627; seine beiden Brüder waren schon vorher gestorben. Er hinterließ eine Witwe und die zwei unmündigen Söhne Heinrich und Joachim. Die Witwe war eine Schwester des Albrecht von Raschkau auf Vorberg (Kreis Calau) und Hillmersdorf (Kreis Schweinitz). Vormünder der unmündigen Söhne des Joachim waren Joachim von Dransdorf und Heinrich Goltze. Sie suchten und erhielten Mutzettel 1628 bis zur Volljährigkeit ihrer Mündel. Allerdings schuldete der verstorbene Joachim von Röbel seinem Schwiegervater noch 2200 Taler, die dieser jedoch zum Wohle seiner Enkel gegen die übliche Verzinsung auf dem Gut stehen ließ. Er ließ sich mit Einwilligung des Mitbelehnten Ehrenreich von Röbel als Sicherheit Leibchel und Glietz als Pfand eintragen. Joachim (d. J.) verstarb anscheinend nur wenige Jahre später, denn 1631 erhielt Heinrich (d. J.) von Röbel den Lehnbrief über Leibchel und Glietz sowie die Getreidezinsen in Schuhlen. Doch waren immer noch nicht alle Schulden abgetragen. So musste er 1636 Glietz an Hans von Zittwitz auf Groß Leine verkaufen, allerdings auf Wiederkauf. Hans war der Sohn des Henning (I.), der mit Sara geb. von Steinkeller verheiratet war, und die am 3. Februar 1625 im Alter von 63 Jahren in Groß Leine verstorben war. Ihr Sandsteinepitaph befindet sich in der Vorhalle der Dorfkirche Groß Leine. 1640 verstarb Heinrich von Röbel ohne Leibeserben. Wie sich nun herausstellte, hatte Heinrich bzw. schon sein Vater Joachim es versäumt, ein Mitglied aus der weiteren Verwandtschaft in die gesamte Hand aufzunehmen, um das Lehn seiner Familie zu erhalten. Der Bruder des Joachim (d. Ä.), Wolf Dietrich war zwar schon früh und noch vor seinem Vater verstorben, er hatte jedoch aus seiner Ehe mit Eva von Köckritz zwei Söhne, den 1630 verstorbenen Hieronymus und den 1640 noch lebenden Hans Heinrich. Hieronymus und Hans Heinrich hatten schon 1630 um die Belehnung zur gesamten Hand nachgesucht. Dies wurde ihnen aber verweigert, da sie erst die richtige Befolgung der Lehn nach dem Tode von Heinrichs Vater und ihrem Onkel Joachim (d. Ä.) nachweisen sollten. Dies gelang ihnen zunächst nicht, zudem war Hieronymus erst 18 Jahre alt und damit noch nicht volljährig. 1630 setzte sich auch sein Onkel mütterlicherseits der kurbrandenburgische Oberstleutnant Hieronymus von Köckritz für ihn ein.
Kurz darauf muss Hieronymus verstorben sein, denn in den Akten taucht er nicht mehr auf. Hans Heinrich dagegen versuchte weiterhin die Belehnung zur gesamten Hand zu bekommen. Nach der Entlassung aus dem Kriegsdienst habe er 1632 die Lehn gemutet und auch einen Berechtigungsschein erhalten. Danach wird die Sache undurchsichtig. Einerseits liegt noch ein Dankesbrief des Hans Heinrich an den brandenburgischen Kurfürsten vor, in dem er sich für die Hilfe durch Samuel von Holzendorf auf Wittmannsdorf bei der Einweisung in sein Gut Leibchel bedankt, und den er noch kurz vor seinem 1643 erfolgten Tod geschrieben haben muss. Andererseits beklagte sich seine Witwe, Barbara Sofie von Vormannin nach dem Tod des Hans Heinrich 1643, dass ihr Ehemann als nächster Berechtigter die Lehn an Leibchel nicht erhalten habe und darüber unter Hinterlassung von zwei unmündigen Söhnen verstorben sei. Da sie keine Vormünder für ihre beiden Söhne fand, beantragte sie selbst die Vormundschaft und erhielt sie auch. Leider schweigen nun die Akten. Vermutlich fiel das Lehen nun dem Landesherrn heim, oder die Witwe musste die beiden Dörfer verkaufen. Leibchel und Glietz wurden nun getrennt. 1651 kaufte der kursächsische Amtmann des Salzamtes Guben Johann Abraham Huhl (auch Huller) das Dorf Leibchel und legte 1655 den Lehnseid darüber ab. Ihm gehörte auch ein Anteil von Schuhlen und Stoßdorf (bei Luckau; heute devastiert).

### Glietz unter den von Zittwitz und den von Oppen
Glietz kam dagegen 1651 endgültig an Henning (III.) von Zittwitz, Sohn des Hans von Zittwitz auf Groß Leine. Er war mit Marie Hedwig von Oppen, der Tochter des Caspar von Oppen und der Catharina (geb.) von Oppen auf Kossenblatt verheiratet. 1652 legte er den Lehnseid für Glietz ab. Glietz ging dann an seinen Sohn Antonius, der 1688 die Lehnspflicht leistete. In die gesamte Hand aufgenommen waren auch seine Brüder Christoph Friedrich und Joachim und sein Vater Henning. Anton von Zittwitz war mit Margaretha Elisabeth von Gresten (auch Grest) verheiratet und hatte mit ihr zwei Söhne: Antonius und Henning. Anton (d. Ä.) von Zittwitz starb 1697 in Groß Leine. Daraufhin fiel das Lehen zunächst an seinen Vater zurück, der es 1699 seinem Sohn Hauptmann Joachim von Zittwitz übergab. 1706 übertrug er Glietz dem Kaspar Heinrich von Köckritz auf Wiederkauf, konnte das Dorf anscheinend auch wieder zurück erwerben. 1713 starb Joachim von Zittwitz in Glietz. Die weitere Geschichte ist zunächst nicht dokumentiert. 1719 war das Dorf an Hans Friedrich von Oppen gekommen, der im selben Jahr seinen bisherigen Rittersitz Groß Köris verkauft hatte. Er hatte zwei Söhne Friedrich Rudolf und Christoph Ludwig. 1732 verstarb Hans Friedrich, Glietz wurde von Christoph Ludwig (auch Christian Ludwig) übernommen. Im selben Jahr heiratete er Marie Elisabeth von Langen. 1750 machten die Gespannbauern von Sglietz eine Eingabe bei der Oberamtsregierung in Lübben. Sie monierten, dass ihr Gerichtsherr Christian Ludwig von Oppen ihre Hofdienste an dritte verpachte und sie dadurch ungebührlich belaste.
1767 wurde der von Oppen auf Kückebusch und Sglietz zum Landesdeputierten im Kreis Calau nominiert. Er musste aber binnen Jahresfrist sein Domizil nach Kiekebusch im Kreis Calau verlegen. Es kann sich dabei nur um Christoph Ludwig von Oppen gehandelt haben. Christoph Ludwig von Oppen und Marie Elisabeth von Langen hatten zwei Söhne, von denen Moritz Ludwig (1734–1786) Kiekebusch übernahm, Friedrich Rudolf (1744–1818) Glietz. Er war mit Maximiliane Eleonore Johanna Vitzthum von Eckstädt verheiratet, mit der er zwei Töchter Johanna und Amalie hatte.

### 19. und 20. Jahrhundert

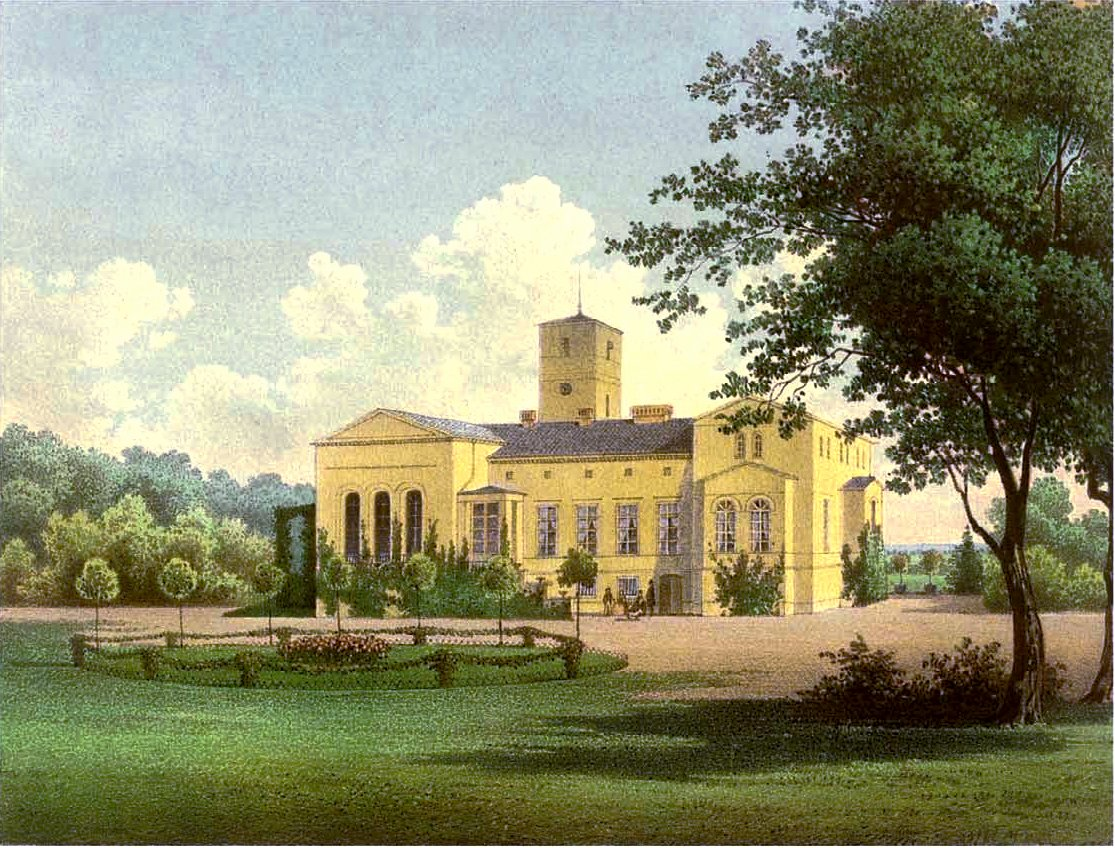
Herrensitz um 1865, Sammlung Alexander Duncker

Amalie von Oppen heiratete 1811 August Ernst von Leyser (* 18. November 1789 in Stremberg; † 18. März 1860 in Lübben). Er war zunächst in der Armee und ging als Hauptmann ab. Er übernahm zunächst sein von Major von Hohenstein ererbtes Gut Dittmannsdorf in der Oberlausitz. Nach seiner Heirat mit Amalie von Oppen kaufte er das Rittergut Glietz für 20.800 Taler. 1825 starb seine Frau und hinterließ ihm sieben Kinder. 1828 war von Leyser Landesdeputierter. Er heiratete in zweiter Ehe Caritas von Tietzen-Hennig, die 1837 starb. Er wird noch bis 1855 als Besitzer des Rittergutes genannt. Sein Nachfolger wurde 1856 im Amtsblatt der Königlich Preußischen Regierung zu Frankfurt a. d. Oder zunächst als Gutsadministrator bezeichnet. Aus der Formulierung ist wohl zu entnehmen, dass er zuerst nur Verwalter war. Karl Gustav von Zastrow war zunächst in der Armee und ging als Hauptmann ab. 1856 kaufte er das Rittergut Sglietz von dem von Leyser. Er war in erster Ehe mit Alwine Gritzner verheiratet, die 1866 starb. 1856/57 ließ er das heute noch stehende Gutshaus im italienischen Villenstil errichten. Er heiratete in zweiter Ehe Auguste von Müllenheim. Beide Ehen blieben kinderlos. Bis mindestens 1866 ist von Zastrow als Besitzer von Glietz belegt.
Vermutlich um 1870 kaufte Heinrich Willibald von Houwald Glietz für seinen Sohn Heinrich Ernst Willibald von Houwald (1843–1873), der nur dreißig Jahre alt wurde. Um 1870 hatte dieser Katharina von Sanden, Tochter des Oscar von Sanden zu Ragnit (heute Neman im russischen Oblast Kaliningrad, früheres nördliches Ostpreußen) und der Molly geb. Nernst geheiratet. Erbin des so jung verstorbenen Heinrich Ernst Willibald von Houwald war seine Tochter Ursula, die jedoch 1876 im Alter von nur vier Jahren starb. Daraufhin fiel das Gut an die Witwe Katharina geb. von Sanden, die 1877 den (späteren) Generalmajor Johann Freiherr von Willisen heiratete. Das Rittergut scheint formell im Besitz der Katharina Freiin von Willisen geb. von Sanden verblieben zu sein, wie das Generaladressbuch von 1879 angibt. Die Eheleute ließen das Gut durch einen Verwalter bewirtschaften. Katharina und Johann starben beide im Jahr 1905. Glietz kam nun an den Sohn der beiden Wilhelm Freiherr von Willisen, der die Erbin des Rittergutes Leibchel Gabriele Reichel heiratete. So kamen die beiden Rittergüter wieder unter einen Besitzer. In der weiteren Folge scheint das Rittergut Glietz verpachtet worden zu sein. 1887 wird ein Amtmann Flock auf Sglietz genannt. So wird für 1913 ein Pächter Schröder genannt. 1919/21 wird ein Otto von Lützow genannt, der in Glietz wohnte. 1929 wurde der forstwirtschaftliche Teil in ein Waldgut umgewandelt, das an Alfred Boack verpachtet oder verkauft worden war. 1945 wurde Wilhelm Freiherr von Willisen enteignet und floh in den Westen Deutschlands. Er starb 1948 in München.

### Politische und kommunale Zugehörigkeit
Glietz liegt in der Niederlausitz und gehörte dort zum Krummspreeischen Kreis, auch in sächsischer Zeit schon Lübbenscher Kreis genannt. Nach dem Übergang der Niederlausitz an Preußen wurde in der Kreisreform von 1816/17 der im Grunde neue Kreis Lübben geschaffen, der auch die frühere Herrschaft Beeskow mit einschloss. Die Herrschaft Storkow wurde an den Kreis Teltow angeschlossen. 1836 wurden die Kreise Teltow-Storkow und Lübben in diesen Umrissen wieder aufgelöst und daraus die Kreise Teltow und Lübben in ihrer früheren Form wieder hergestellt. Aus den früheren Herrschaften Beeskow und Storkow wurde der Kreis Beeskow-Storkow geschaffen. Glietz gehörte vor der Kreisreform von 1816/17, nach dieser Kreisreform und auch nach der Restitution der früheren Kreise immer zum Kreis Lübben. Es verblieb auch bei den Kreisreformen von 1950 und 1952 in der damaligen DDR immer beim Kreis Lübben. Nach der Wende 1989/90 wurde der Kreis Lübben 1990 noch in Landkreis Lübben umbenannt. 1992 schloss sich Glietz mit 16 anderen Gemeinden zum Amt Märkische Heide zusammen. 1993 wurde der Kreis Lübben zusammen mit den Kreisen Königs Wusterhausen und Luckau zum Landkreis Dahme-Spreewald zusammengeschlossen. 2003 schlossen sich die 17 Gemeinden des Amtes Märkische Heide zur neuen Gemeinde Märkische Heide zusammen; das Amt Märkische Heide wurde zeitgleich aufgelöst. Seither ist Glietz ein Ortsteil der Gemeinde Märkische Heide im Landkreis Dahme-Spreewald.

### Kirchliche Geschichte
Glietz war im 19. Jahrhundert nach Groß Leine eingepfarrt. Im Mittelalter gehörte es zur Pfarrei in Leibchel. Heute gehört es zur Evangelischen Hoffnungskirchengemeinde Groß Leuthen und Umland im Evangelischen Kirchenkreis Niederlausitz.

## Denkmale und Sehenswürdigkeiten

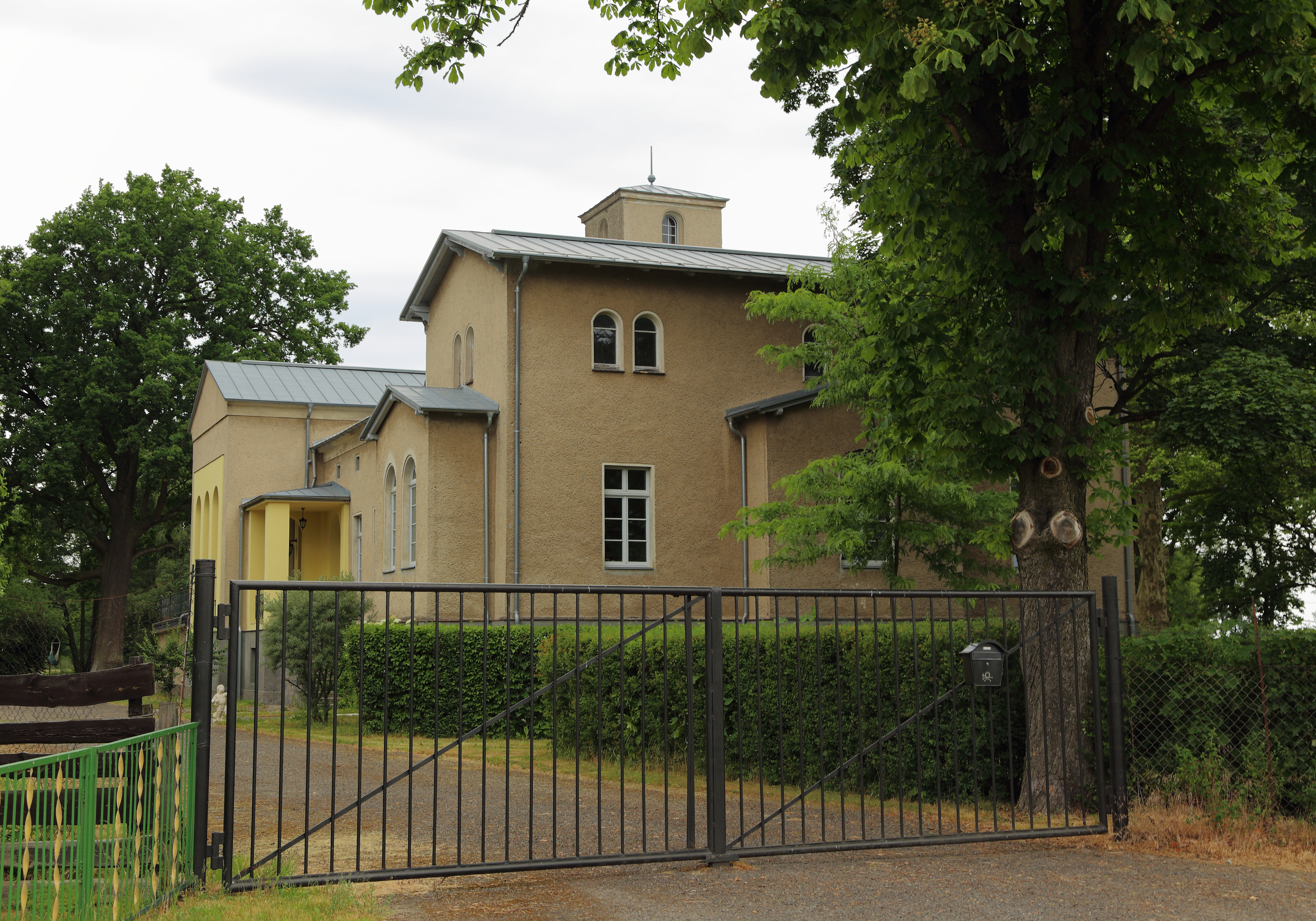
Gutshaus Glietz

Die Denkmalliste des Landes Brandenburg für den Landkreis Dahme-Spreewald verzeichnet ein Bodendenkmal und ein Baudenkmal (siehe auch Liste der Baudenkmale in Märkische Heide und Liste der Bodendenkmale in Märkische Heide):
- Nr. 12250 Dorfkern deutsches Mittelalter, Turmhügel deutsches Mittelalter, Dorfkern Neuzeit
- Nr. 09140100 Gutshaus, Glietzer Dorfstraße 20

### Schwedenfriedhof

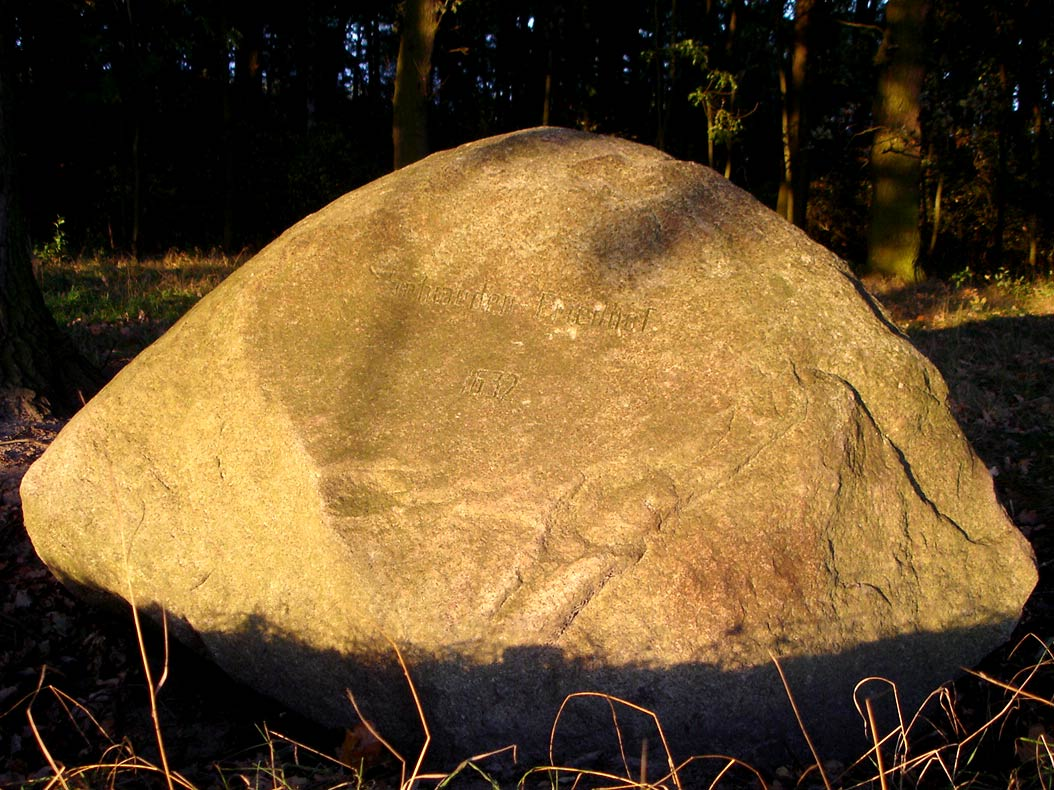
Gedenkstein des Schwedenfriedhofs

Außerhalb der Ortslage gibt es einen Schwedenfriedhof aus dem Dreißigjährigen Krieg mit einem großen Feldstein als Gedenkstein. Der Feldstein befindet sich circa zwei Kilometer nordöstlich des Ortes Glietz am Rand eines teils sumpfigen Waldstücks. Der Gedenkstein ist ein mittelgroßer Findling (Höhe × Länge × Breite rund 1 m × 1,2 m × 1 m). Er trägt die Inschrift: Schweden Friedhof 1632 (52° 1′ 9″ N, 14° 6′ 28″ O).

## Persönlichkeiten
- Hans von Willisen (1837–1905), General, Mitglied des preußischen Abgeordnetenhauses, gestorben in Glietz[30]
- Thomas Jacob (* 1943), Regisseur und Drehbuchautor, lebt in Glietz